# Герберт Остін
Герберт Остін, 1-й барон Остін KBE (8 листопада 1866 р – 23 травня 1941) — англійський автомобільний дизайнер і виробник, який заснував компанію Austin Motor Company. Більшу частину своєї кар’єри він був відомий як сер Герберт Остін, а об’їзна дорога Нортфілда називається «Шлях сера Герберта Остіна».

## Історія та молодість

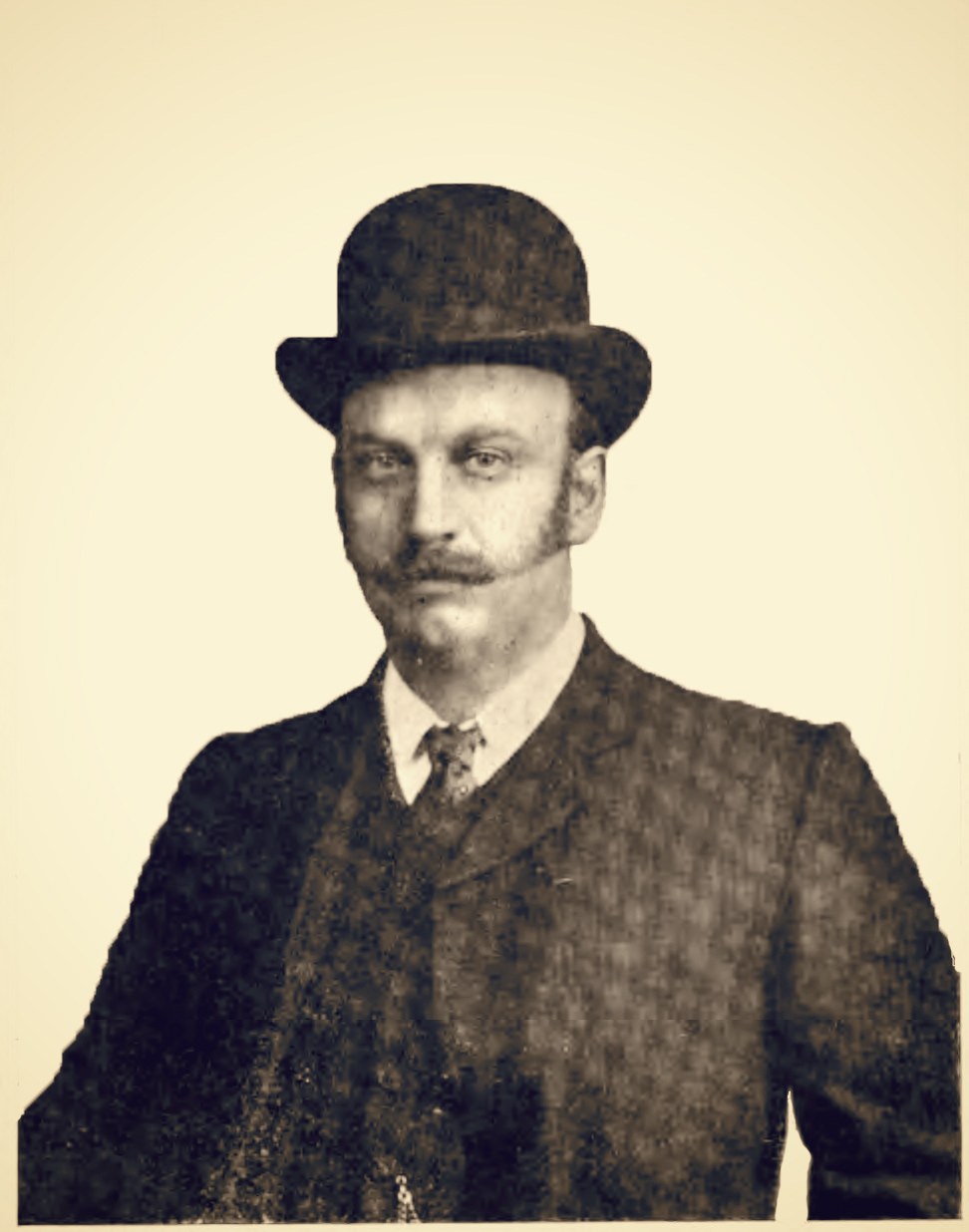
Герберт Остін, 38 років, 1905

Син фермера, він народився в Літтл-Міссендені, графство Бакінгемшир у південно-східній Англії, але сім'я переїхала до Вентворт-Вудхауза, поблизу Ротергема, графство Йоркшир, у 1870 році, коли його батька призначили судовим виконавцем ферми. Герберт Остін спочатку пішов у сільську школу, пізніше продовжив навчання в гімназії Ротергема.
У 1884 році він емігрував до Австралії, подорожуючи з дядьком по материнській лінії, який жив у Мельбурні, але нещодавно повернувся до Англії з родинним візитом. Вони подорожували до Австралії на кораблі через Кейп.

## Життя в Мельбурні
Герберт почав працювати зі своїм дядьком, який був менеджером робіт у загальній інженерній фірмі Мефан Фергюсон у Північному Мельбурні. Через два роки він приєднався до Алекса. Cowan & Sons, шотландський паперовий бізнес, який мав агентство з друкарського обладнання та газових двигунів Crossley. Пізніше він працював у компанії Langlands Foundry Company Limited у банку Ярра, Мельбурн, де виготовляли котли для локомотивів, колеса та обладнання для видобутку золота.
Щоб розвинути свої навички малювання, Остін відвідував Хотемську школу мистецтв у Північному Мельбурні в неробочий час. Протягом цього часу він подав проєкт поворотного мосту через річку Ярра на Спенсер-стріт, Мельбурн, на конкурс, організований урядом Вікторії, але не виграв.
У грудні 1887 року Остін прийняв нову посаду менеджера інженерної майстерні, що належала Річарду Пікапу Парку, який розробляв нову машину для стрижки овець для Фредеріка Йорка Волслі.
Завдяки цьому новому керівництву він одружився з Хелен Дрон у Мельбурні 26 грудня 1887 року. Дівчина народилася в Мельбурні 23 жовтня 1866 року, була сьомою дочкою в сім'ї шотландців. В Остіна було дві дочки: Ірен (народилася в 1891 році, пізніше місіс Waite) і Зета (пізніше стане місіс Ламберт). Єдиний син, Вернон Джеймс Остін, загинув у бою у Франції під час Першої світової війни 26 січня 1915 року.

## Автомобілі

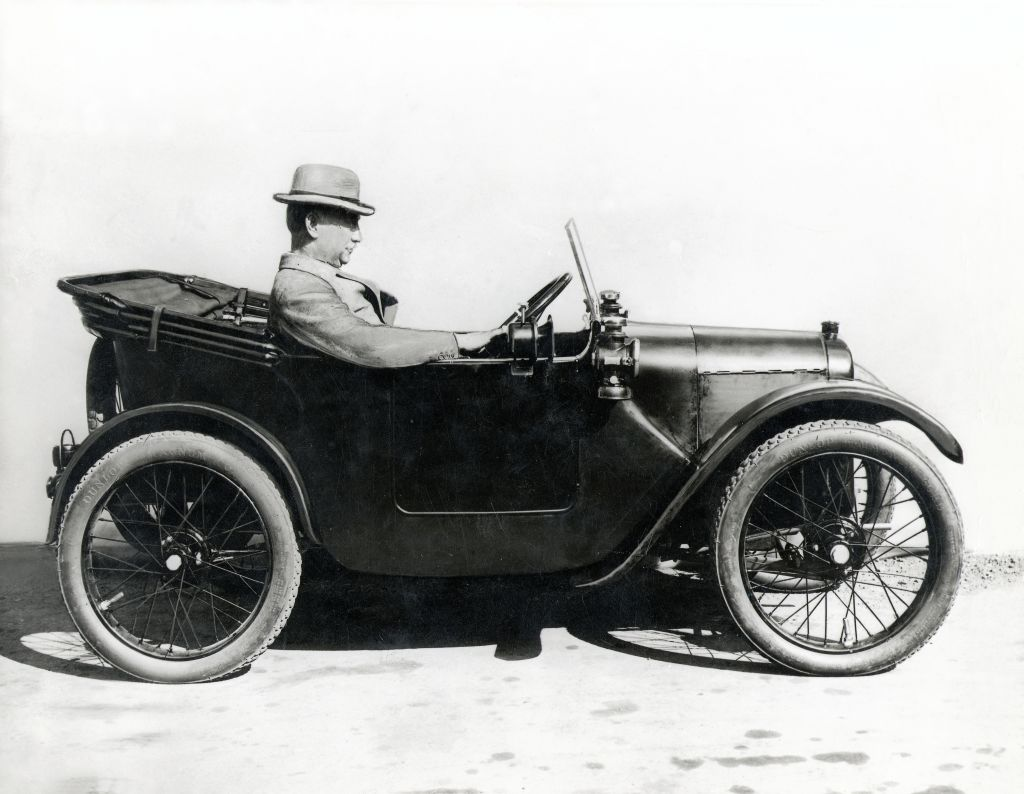
Остін за кермом Austin 7

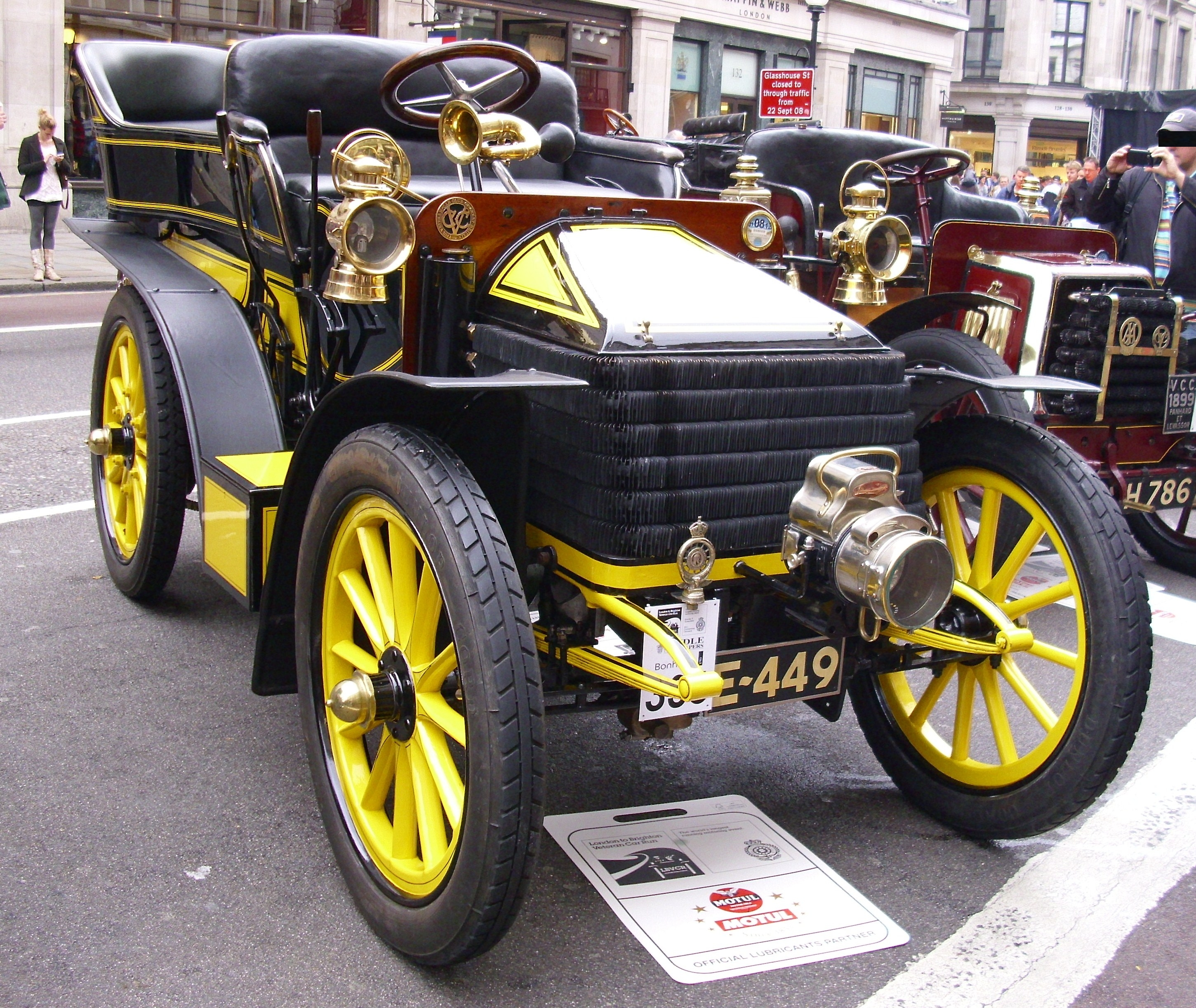
Wolseley Герберта Остіна, 10 к.с., 2-циліндри, 1141 см3, приклад 1903 р.

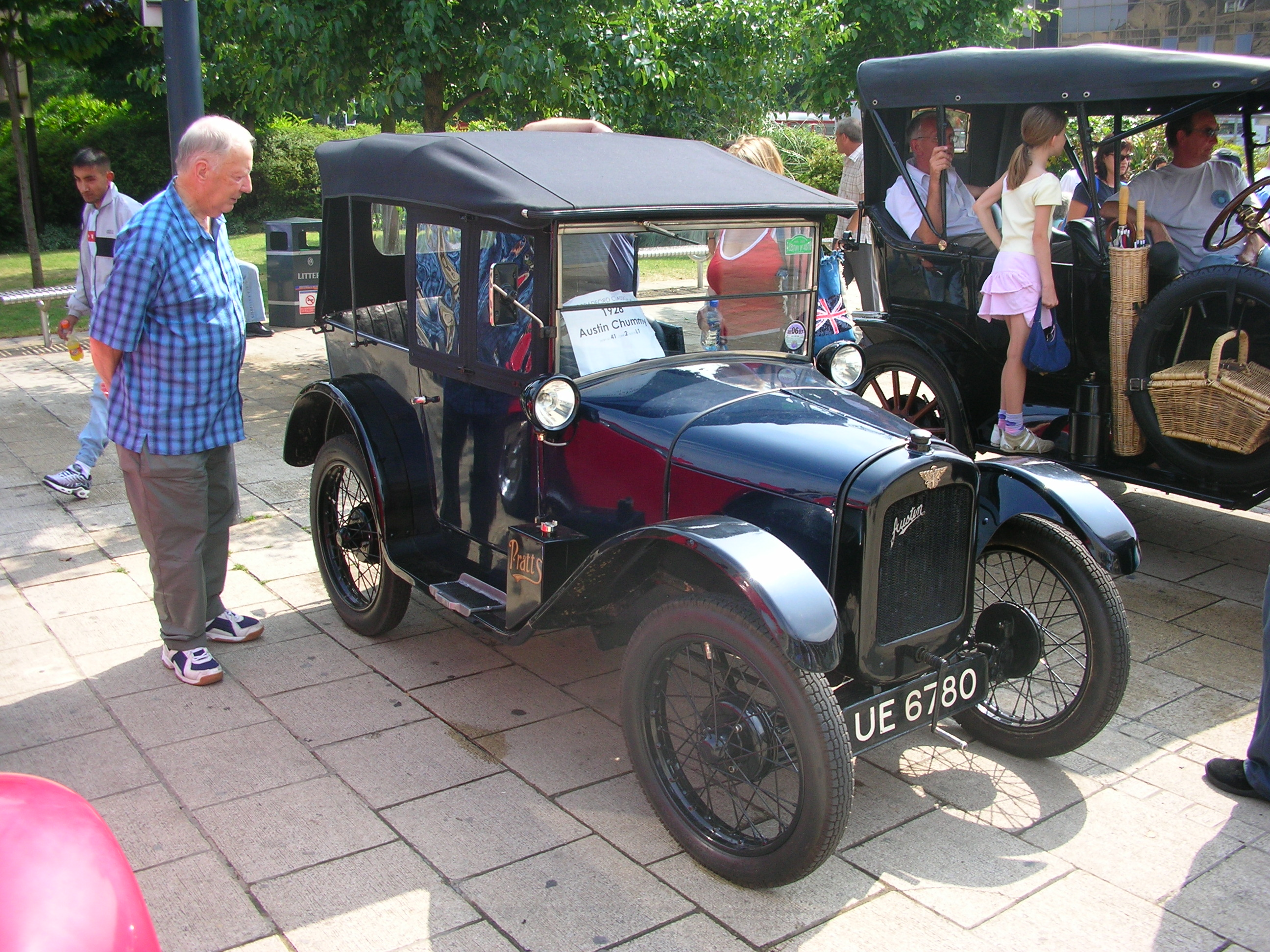
Остін, Герберт Остін 7 Чаммі, приклад 1928 року

Фредерік Волслі ліквідував зареєстровану в Сіднеї компанію в 1889 році та передав право власності на бізнес новій компанії, зареєстрованій у Лондоні, але всі операції залишилися в Австралії. Труднощі з постачальниками переконали правління Wolseley перенести збірку до Англії в 1893 році. Фредерік Волслі та Герберт Остін залишили Джона Говарда керувати австралійською операцією та повернулися до Англії в листопаді 1893 року. Остін відкрив фабрику на Брод-стріт у Бірмінгемі. Фредрік Волслі звільнився з компанії в 1894 році. Завод на Брод-стріт був недостатньо великим, тому Остін купив більші приміщення в Астоні, Бірмінгем . Продажі стригального обладнання були суворо сезонними, у періоди зависів у році виготовляли велосипеди.
Шукаючи інші продукти, щоб вирівняти робоче навантаження, Герберт Остін зацікавився автомобілями та свого часу створив два різних типи триколісних автомобілів. Версія одного з них була використана компанією Wolseley Shearing Machine Company та виставлена на продаж у 1900 році, але правління Wolseley не бачило прибуткового майбутнього для автомобільної промисловості. У 1901 році Вікерс купив автомобільний бізнес Волслі, забравши також Остіна і назвавши новий бізнес Wolseley Tool & Motor Company, заснувавши його в Аддерлі Парк, Бірмінгем. Герберт Остін зберіг свій інтерес і зв'язки з The Wolseley Shearing Machine Company. Він був головою правління з 1911-го по 1933 рік, коли незадовго до смерті пішов у відставку.

## Військове виробництво
У 1914 році компанія спрямувала свої зусилля на військове виорбництво, а в 1917 році Остін був посвячений у лицарі за свої заслуги, а також отримав бельгійський Орден Корони Леопольда II за працевлаштування 3000 бельгійських біженців у Лонгбриджі.
Під час Другої світової війни компанія спеціалізувалася на виготовленні літаків. Також випускали фюзеляжі планерів Horsa, спеціальні військові автомобілі, гідромотори гарматних веж, ящики для патронів, магазини для кулеметів, автоматів, зенітних гармат Oerlikon, суднові двигуни для кораблів, рятувальних шлюпок та преси для каністр.

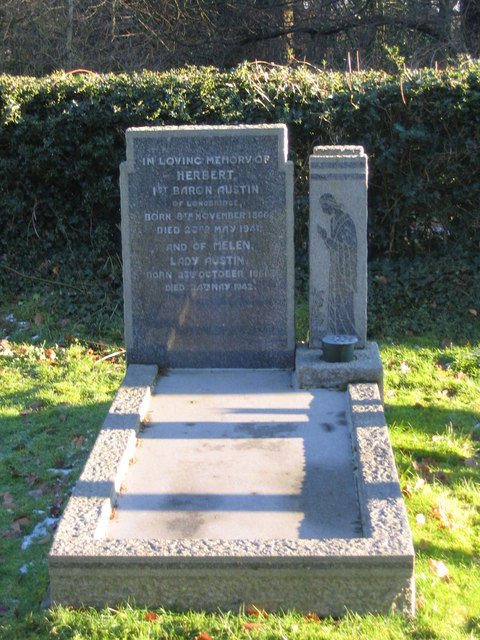
Могила лорда і леді Остін

## Парламентська кар'єра
З 1918 по 1924 рік Остін працював членом парламенту (МП) від Консервативної партії Нортона Бірмінгема, але ніколи не виступав з промовою в Палаті громад. У 1936 році він став бароном Остіном з Лонгбриджа в місті Бірмінгем. У 1937 році отримав ступінь доктора права (LL.D.) з Бірмінгемського університету.
Лорд Остін помер від серцевого нападу та нападу пневмонії. Його єдиний син Вернон був убитий під час бойових дій у Франції в 1915 році, і звання перства припинилося після його смерті. 
Лорд Остін був похований разом зі своєю дружиною Хелен, леді Остін, на церковному цвинтарі церкви Святої Трійці, Лікі, поблизу його колишнього будинку в Лікі-Грейндж і фабрики в Лонгбриджі, неподалік від Бромсгроув і Бірмінгема.Шаблон:Infobox COA wide